# Cangjie
Cangjie – legendarna postać z historii Chin, wynalazca chińskiego pisma.
W rzeczywistości powstanie pisma chińskiego było procesem długotrwałym, a Cangjie nie jest uważany za postać historyczną. Od jego imienia nazwano metodę Cangjie - sposób wprowadzania chińskich znaków do komputera. Imię Cangjie nosi również skała na Marsie zbadana przez marsjański łazik Spirit.

## Mit o Cangjie
Według legendy miał czworo oczu i umiał pisać już w momencie narodzin. Na podstawie obserwacji konstelacji niebiańskich, śladów pozostawianych przez zwierzęta, wzorów na liściach itp. doszedł do wniosku, że można rozróżnić zjawiska przyrodnicze i zapisać je w postaci znaków. Na podstawie swoich obserwacji stworzył chińskie znaki. Waga tego wynalazku była tak wielka, że duchy i bóstwa zakrzyczały, a z nieba padało proso. 
Według innej wersji Cangjie miał być kronikarzem Żółtego Cesarza, zapisującym wydarzenia przy pomocy pisma węzełkowego. Gdy trudno mu było zapamiętać, co znaczyły kolejne węzły, postanowił wymyślić lepszy sposób. Podróżował, szukając rady u wielu mędrców, a wreszcie zamknął się w jaskini, by w spokoju myśleć nad problemem. Ostatecznie stworzył znaki chińskie, których było tak wiele, że nikt, nawet Konfucjusz nie mógł spamiętać więcej niż 70%. Cangjie wyrzucił więc pozostałe znaki za granice Chin, w ten sposób dając początek także pismom innych ludów.

## Kult Cangjie
Cangjie jest jednym z wielu bóstw czczonych przez taoistów. Jego świątynie - które mają zaznaczać miejsce urodzin, śmierci, lub wynalezienia przez niego znaków - znajdują się m.in. w Shandongu, Henanie, Hebei, Shaanxi; w tej ostatniej prowincji znajduje się największa świątynia Cangjie, w powiecie Baishui. Ponieważ przy wynalezieniu pisma z nieba padało proso, każdego czwartego miesiąca kalendarza księżycowego, w dwutygodniowym okresie zwanym Gu Yu (dosł. "deszcz ziarna"), w Shanxi urządzano trwające 7-10 dni święto z przedstawieniami teatralnymi, podczas którego Cangjie ofiarowuje się mantou (bułki na parze) ozdobione znakami i napisami.
Za czasów dynastii Song Cangjie był czczony przez warstwę niższych urzędników, klerków odpowiedzialnych za przepisywanie dokumentów; urządzali oni każdej jesieni specjalne święto. Cangjie cieszy się też szacunkiem dzieci, które jeszcze nie chodzą do szkoły, a starsi uczniowie dotykają poświęconych mu stel mając nadzieję na poprawę stylu pisma.